# Nathaniel Peabody Rogers
Nathaniel Peabody Rogers (Plymouth, 3 giugno 1794 – Concord, 16 ottobre 1846) è stato un editorialista, scrittore, avvocato ed abolizionista statunitense, che ha lavorato dal giugno 1838 al giugno 1846 come redattore del giornale antischiavista del New England Herald of Freedom. Era anche un attivista per la temperanza, i diritti delle donne e dei diritti degli animali.

## Biografia
Nato nella città di Plymouth, nel New Hampshire, Nathaniel Peabody Rogers era il quinto figlio del medico e poeta John Rogers (1755-1814), laureato a Harvard e della moglie Betsy Mulliken. Il giovane Nathaniel entrò al Dartmouth College nel 1811 ma, dopo pochi mesi, subì gravi lesioni interne mentre partecipava a una partita di calcio e fu costretto a ritirarsi per un anno di recupero, con le ferite che continuarono a essere fonte di dolore per il resto della sua vita, contribuendo infine alla sua morte all'età di 52 anni. Ritornato a Dartmouth, si laureò nel 1816, studiò legge con l'avvocato di Salisbury e futuro membro del Congresso del Massachusetts Richard Fletcher fino al 1819 e quell'anno fu ammesso all'Ordine degli avvocati del New Hampshire. Nel 1822 sposò Mary Porter Farrand; ebbero 8 figli.
Nel 1838, abbandonando un lucroso studio legale durato 19 anni nella sua nativa Plymouth e trasferendosi a Concord, divenne redattore del quotidiano abolizionista Herald of Freedom, al quale aveva contribuito con articoli sin dalla sua fondazione da parte della New Hampshire Anti-Slavery Society nel 1835. I suoi scritti editoriali, noti per uno stile impulsivo, schietto e spiritoso, a volte sarcastico, nonché per le descrizioni poetiche della natura, furono ampiamente ristampati sul New York Tribune e su altri giornali antischiavisti, sotto lo pseudonimo di "The Old Man of the Mountain".
Nel 1840 rappresentò gli abolizionisti del New Hampshire a Londra alla World Anti-Slavery Convention, ma si ritirò in segno di protesta quando la convenzione rifiutò di accogliere donne americane come delegate. Egli apparve comunque nel dipinto che rappresentava la convenzione.

Returning to America and finding himself widely praised for supporting equality of the sexes, as well as equality of color, he received offers to head major newspapers and became known as a public speaker on issues of temperance, women's rights and the abolition of slavery, in the process becoming the subject of Henry David Thoreau's 1844 Dial essay, "Herald of Freedom", which Thoreau revised for its 1846 republication in memoriam of Rogers.

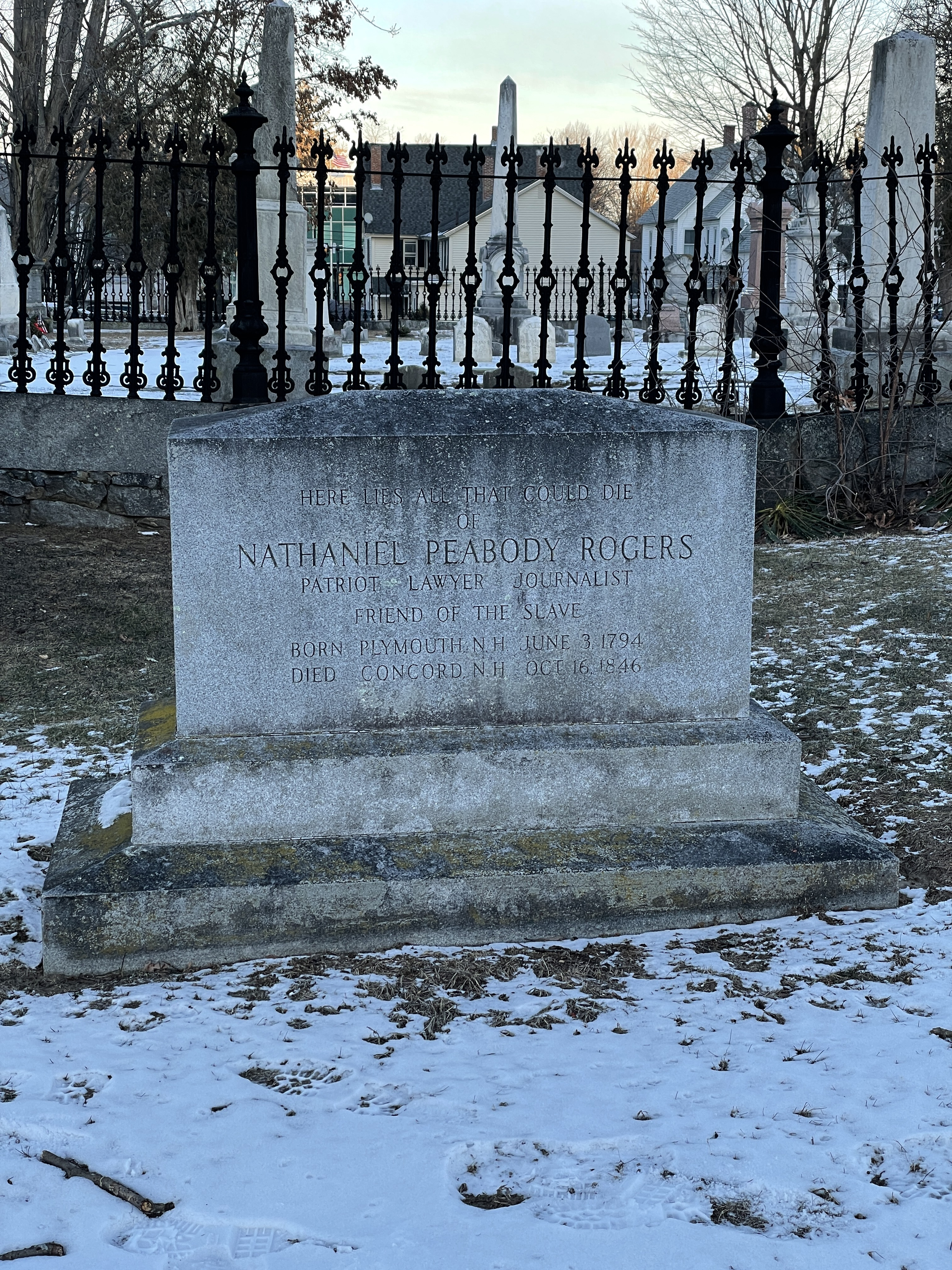
La lapide di Nathaniel Peabody Rogers

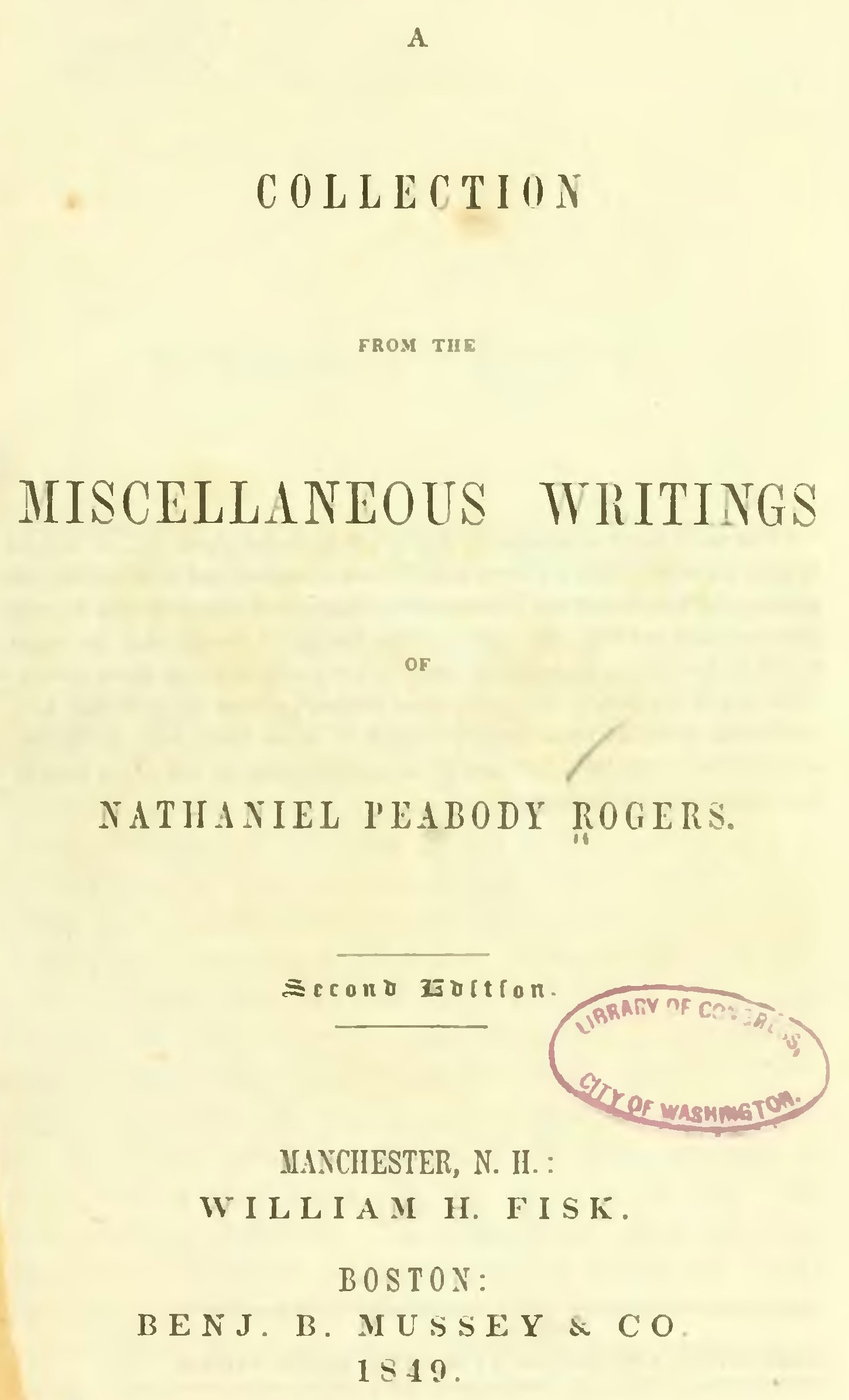
Raccolta degli scritti vari di Nathaniel Peabody Rogers pubblicata nel 1849

Four months before his death, sensing failing health, Rogers wrote to his old friend, the poet John Greenleaf Whittier:
Ritornato in America e ritrovandosi ampiamente elogiato per il suo sostegno all'uguaglianza dei sessi, nonché all'uguaglianza di colore, ricevette offerte per dirigere importanti giornali e divenne noto come oratore pubblico su questioni di temperanza, diritti delle donne e abolizione della schiavitù, nel percorso che divenne il soggetto del saggio su The Dial del 1844 di Henry David Thoreau, pubblicato sull'Herald of Freedom, che Thoreau revisionò per la sua ristampa nel 1846 in memoria di Rogers.
Quattro mesi prima della sua morte, avvertendo un peggioramento della salute, Rogers scrisse al suo vecchio amico, il poeta John Greenleaf Whittier:
Whittier pubblicò un profilo postumo del suo connazionale antischiavista come capitolo nella raccolta letteraria del 1850, Old Portraits and Modern Sketches (Vecchi ritratti e schizzi moderni).
Rogers morì nella sua casa di Concord nell'ottobre 1846. È sepolto nel Concord's Old North Cemetery; sulla sua lapide si legge: "Qui giace tutto ciò che potrebbe morire di Nathaniel Peabody Rogers, patriota, avvocato, giornalista, amico dello schiavo".

## Diritti degli animali
Rogers è stato uno dei primi sostenitori dei diritti degli animali; scrisse favorevolmente di The Rights of Animals di William Hamilton Drummond e sostenne: